# Пендел (Пенсилванија)
Пендел (енгл. Penndel) град је у америчкој савезној држави Пенсилванија.

## Демографија
По попису из 2010. године број становника је 2.328, што је 92 (-3,8%) становника мање него 2000. године.
| Група             | 2000.         | 2010.         |
| Белци             | 2.195 (90,7%) | 1.906 (81,9%) |
| Афроамериканци    | 73 (3,0%)     | 201 (8,6%)    |
| Азијати           | 79 (3,3%)     | 64 (2,7%)     |
| Хиспаноамериканци | 47 (1,9%)     | 99 (4,3%)     |
| Укупно            | 2.420         | 2.328         |